# Odontorhabdus rechingeri
Odontorhabdus rechingeri es una especie de escarabajo longicornio del género Odontorhabdus, tribu Acanthomerosternoplini, orden Coleoptera. Fue descrita científicamente por Aurivillius en 1913.
El período de vuelo ocurre durante los meses de abril, junio y noviembre.

## Descripción
Mide 4,5-5 milímetros de longitud.

## Distribución
Se distribuye por Samoa.